# UglyDolls – Păpuși în bucluc
UglyDolls: Păpuși în bucluc este un film muzical de animație din anul 2019 lansat de STX Entertainment, regizat de Kelly Asbury și scris de Robert Rodriguez, care a produs de asemenea cu Jane Hartwell și Oren Aviv. Filmul este bazat pe jucăriile cu aceleași nume realizate de David Horvath și Sun-min Kim. Vocile sunt asigurate de Kelly Clarkson, Nick Jonas, Janelle Monáe, Blake Shelton, Wang Leehom, Pitbull, Wanda Sykes, Gabriel Iglesias, Emma Roberts, Bebe Rexha, Charli XCX, și Lizzo.